# Carmichaelia hookeri
Carmichaelia hookeri är en ärtväxtart som beskrevs av Thomas Kirk. Carmichaelia hookeri ingår i släktet Carmichaelia och familjen ärtväxter. Inga underarter finns listade i Catalogue of Life.